# Adidas Stan Smith

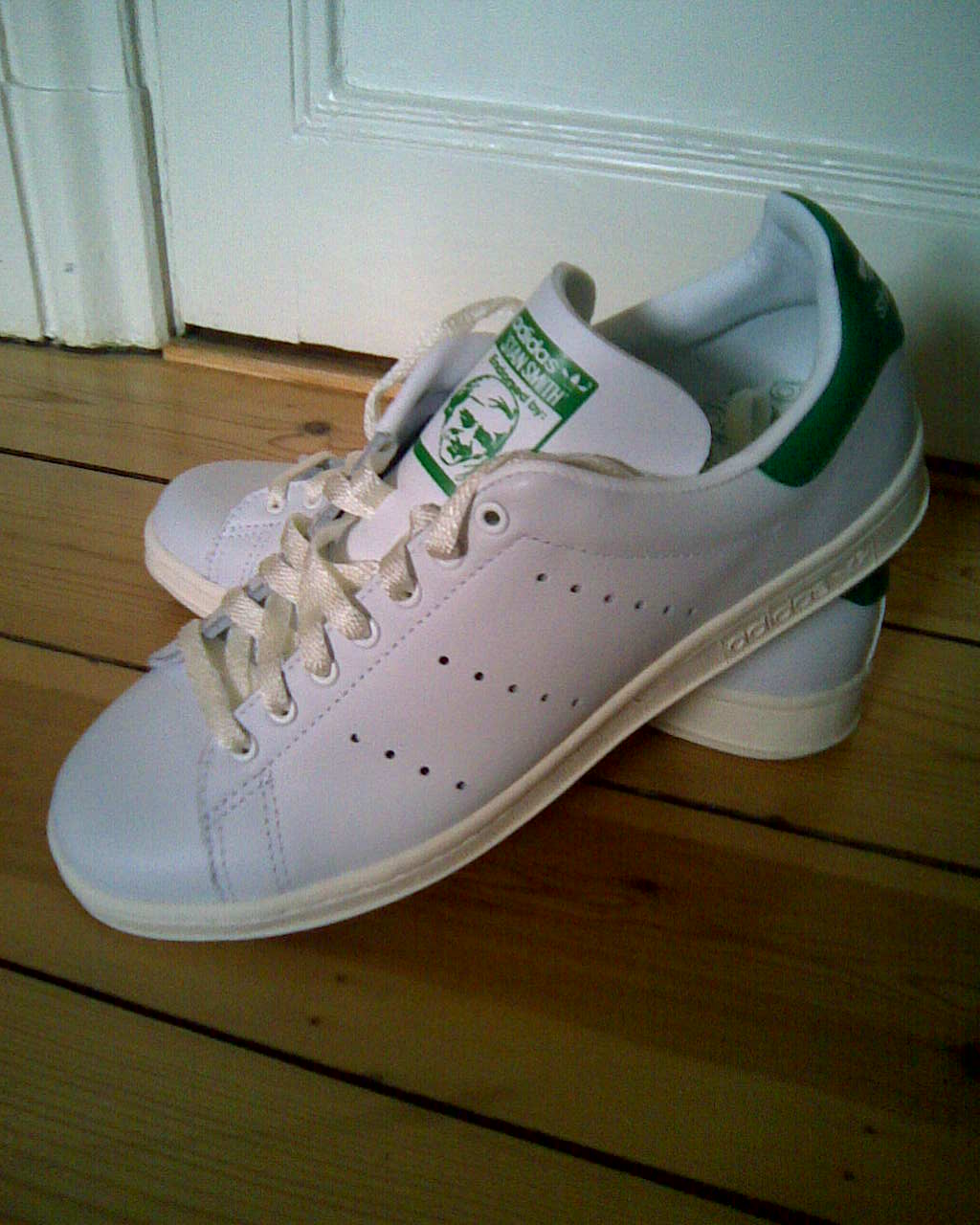
Adidas Stan Smith colore bianco-verde

Le Stan Smith sono un modello di scarpa da tennis della Adidas, intitolato a Stan Smith.
Stan Smith era una star del tennis americano degli anni sessanta e settanta. Adidas gli propose di indossare la scarpa Haillet nel 1971.
Nel 1978, la parola "Haillet" è stata rimossa dalla linguetta e la scarpa è stata approvata da Stan Smith e ufficialmente ribattezzata Adidas Stan Smith, con i particolari in colore verde.
La scarpa, generalmente realizzata con una tomaia di pelle, ha un design semplice e, a differenza della maggior parte dei prodotti Adidas, non presenta le iconiche strisce esterne. Al loro posto vi sono tre righe di perforazioni.
Nel 2011, quarant'anni esatti dopo, è stato immesso sul mercato un nuovo modello celebrativo che sulla linguetta presenta una figura stilizzata del giocatore di tennis.
L'Adidas ha prodotto una versione Stan Smith II all'inizio del ventunesimo secolo.
C'è stato un ritorno sul mercato nel 2014.